# Orašje (Varvarin)
Pour les articles homonymes, voir Orašje.
Orašje (en serbe cyrillique : Орашје) est un village de Serbie situé dans la municipalité de Varvarin, district de Rasina. Au recensement de 2011, il comptait 619 habitants.
Orašje est situé à 9 km de Varvarin, à 29 km de Kruševac et à 67 km de Kragujevac.

## Démographie
| 1948  | 1953  | 1961  | 1971 | 1981 | 1991 | 2002 | 2011 |
| ----- | ----- | ----- | ---- | ---- | ---- | ---- | ---- |
| 1 079 | 1 112 | 1 045 | 997  | 951  | 826  | 698  | 619  |

|  |